# Kemenesmagasi
Kemenesmagasi község Vas vármegyében, a Celldömölki járásban.

## Fekvése
Kemenesalja északi részén, a Marcal mellékének síkjában fekszik a csaknem ezer lakosú község. Területének nagyobb része jellegzetes Kemenes-vidéki síkság, mely többnyire mezőgazdasági művelés alatt áll. Csak délre, a Marcal folyó és a Cinca-patak találkozásának környékén levő rétek, és a Szergény felé eső határrészen emelkedő kicsiny vulkanikus dombok erdőfoltjai különülnek el a tájból. A falutól északra már más a táj jellege, a Cser (Kemeneshát) alacsony fennsíkjának kiterjedt erdőségei húzódnak.

### Megközelítése
A fő közlekedési utaktól távol esik a település; Celldömölk felől érkezve a Kemenesszentmárton-Vönöck irányába tartó 8611-es úton haladva, majd Vönöck déli szélén a 8412-es útra (jobbra) letérve érhetjük el a falut.
Vasútvonal nem érinti, a legközelebbi vasúti csatlakozási lehetőség a Győr–Celldömölk-vasútvonal Vinár vasútállomása, mintegy 8 kilométerre délkeletre. Autóbusszal viszont könnyen megközelíthető a Celldömölk-Vönöck-Szergény között (hétvégén is) közlekedő 6819-es busszal.

## Története
A mai ezer körüli lakosú település 1906-ban jött létre Nemesmagasi és Pórmagasi egyesítéséből. A korábban valószínűleg egy település (Mogos 1331; Magassi 1353) a 14. században válhatott külön. A főleg kisnemesi birtoklású részből lett Alsó- vagy Nemesmagasi. A Szent Mauríciusz Monostor kezébe került másik rész neve először a tulajdonosok miatt változott meg (Apathfölde 1433, Apathy magassy 1447), később elhelyezkedése illetve lakosai alapján kapta a Felső- és Pórmagasi elnevezést (1587, 1643). Pórmagasit a bencések a Garai és a Magassy családoknak adták bérbe, később az Esterházyak pápai uradalmának lett része. Nemesmagasi az 1754. évi statisztikai összeírás alapján a Dunántúl „legnemesebb" községei közé tartozott, hisz a század eleji huszonnéggyel szemben ötvenkét nemest írtak össze (Berzsenyi, Guoth, Győrffy, Illés, Magassy, Mesterházy és a Smidéliusz családok). Nemesmagasiban már 1848 előtt kaszinó működött. 1944-ben, a német megszállás után Darvas József író, szerkesztő, politikus a községben volt illegalitásban a háború végéig. Ennek emlékét tábla is őrzi.

## Közélete

### Polgármesterei
- 1990–1994: Böröndy Jenő (független)[3]
- 1994–1998: Balogh Ferenc (független)[4]
- 1998–2002: Veszprémi Roland (független)[5]
- 2002–2006: Veszprémi Roland István (független)[6]
- 2006–2010: Kovács Károly Vilmos (független)[7]
- 2010–2014: Kovács Károly Vilmos (független)[8]
- 2014–2019: Sebestyén Zoltán Gyula (független)[9]
- 2019–2024: Sebestyén Zoltán (független)[10]
- 2024– : Mesterházyné Budinszky Adrienn (független)[1]

## Népesség
A település népességének változása:
| Lakosok száma | 826  | 812  | 804  | 827  | 836  | 810  | 791  |
|               | 2013 | 2014 | 2015 | 2021 | 2022 | 2023 | 2024 |

A 2011-es népszámlálás során a lakosok 93%-a magyarnak, 0,6% németnek, 0,5% cigánynak mondta magát (6,8% nem nyilatkozott; a kettős identitások miatt a végösszeg nagyobb lehet 100%-nál). A vallási megoszlás a következő volt: római katolikus 24,3%, református 0,7%, evangélikus 52,9%, felekezet nélküli 3,6% (17,9% nem nyilatkozott).
2022-ben a lakosság 92,5%-a vallotta magát magyarnak, 0,6% németnek, 0,5% cigánynak, 1,3% egyéb, nem hazai nemzetiségűnek (7,4% nem nyilatkozott; a kettős identitások miatt a végösszeg nagyobb lehet 100%-nál). Vallásuk szerint 36% volt evangélikus, 19,7% római katolikus, 1,2% református, 0,1% görög katolikus, 0,1% ortodox, 0,1% egyéb keresztény, 1,1% egyéb katolikus, 3,6% felekezeten kívüli (37,9% nem válaszolt).

## Nevezetességei
- Jézus Szíve katolikus templom
- Berzsenyi család kriptája
- Kemenesmagasi Kulturális és Hagyományörző Egyesület

## Híres emberek
Itt született:
- Papp Ferenc (1871–1943) irodalomtörténész, az MTA tagja.
- Győrffy Béla (1928–2002) agrármérnök, növénynemesítő, az MTA rendes tagja.
- Jánossy Gábor (1870–1945) árvaszéki elnök, országgyűlési képviselő.

## Kemenesmagasi Citerazenekar és Népdalkör Hagyományőrző Egyesület
A Kemenesmagasi Citeraegyüttes és Népdalkör a Röpülj páva-mozgalom második hajtásaként 1978-ban alakult meg.
Évente 25-30 szereplésre kap meghívást, s a szakmai minősítők sem maradhatnak el. 2007-ben kiadták az első saját készítésű CD lemezüket, Szépen muzsikálnak, szépen verbuválnak címmel. 2009-ben közös CD felvételt készítettek erdélyi testvéreikkel, a Brassó megyei Négyfalusi Polifónia Kórussal. 2010-ben elkészült az együttes második CD lemeze. A lemezen történelmi korokat énekelnek meg.